# Klaus Forbrig
Klaus Forbrig (* 19. April 1938)  ist ein ehemaliger deutscher Fußballspieler. Der Defensivspieler, er wurde zumeist als Mittelläufer im damaligen WM-System eingesetzt, hat in der Fußball-Oberliga Nord für den VfB Oldenburg von 1960 bis 1963 in der damals regionalen Erstklassigkeit 73 Ligaspiele absolviert. Nach der Einführung der Fußball-Bundesliga ab 1963 folgten noch bis 1970 in der zweitklassigen Fußball-Regionalliga Nord, ab 1964 bei seinem neuen Verein SV Arminia Hannover, insgesamt 196 weitere Pflichtspieleinsätze (1 Tor). Mit Arminia gewann er 1967 und 1968 die Meisterschaft im Norden und kam in den jeweiligen Bundesligaaufstiegsrunden auf weitere 14 Einsätze.

## Laufbahn

### VfB Oldenburg, 1960 bis 1964
Gerade der Jugend entwachsen erreichte der Nachwuchsfußballer Klaus Forbrig mit seinem Heimatverein SSV Victoria Oldenburg in der Saison 1956/57 die Vizemeisterschaft in der Amateur Oberliga West und qualifizierte sich damit für ein Entscheidungsspiel zum Aufstieg in die Oberliga Nord gegen den Vizemeister der Staffel Ost, den VfB Peine. Am 22. April 1957 fand das Spiel vor 2.000 Zuschauern in Verden statt und Peine setzte sich mit 4:2 gegen Victoria durch, wo der junge Forbrig als Mittelläufer bereits den Abwehrchef der Mannschaft von Trainer Hans Tibulsky abgegeben hatte. Er verblieb noch drei weitere Runden bei Victoria und schloss sich zur Saison 1960/61 dem Lokalrivalen und Oberligarückkehrer VfB Oldenburg an.
Die Blau-Weißen vom VfB-Stadion Donnerschwee nahmen nach der Rückkehr in die Oberliga Nord noch zusätzlich Heinrich Albeck (Arminia Hannover) und Lothar Malcharek (Werder Bremen) neu unter Vertrag. Am dritten Rundenspieltag, den 28. August 1960, debütierte Forbrig bei einer 0:2-Heimniederlage gegen den VfL Osnabrück neben Mitspielern wie Helmut Mrosla und Burghard Rylewicz in der Oberliga Nord. Erstmals am sechsten Spieltag, den 18. September, bei einem 3:1-Heimerfolg gegen Holstein Kiel, lief er auf seiner Stammposition des Mittelläufers auf. Als er beim 1:1-Heimremis am 9. Oktober gegen den Hamburger SV sich auch mehr als achtbar gegen Nationalmittelstürmer Uwe Seeler behauptet hatte, war seine Wichtigkeit für die Defensive der Mannschaft aus der „Hölle des Nordens“ festgelegt. Unter Trainer Kurt Koch absolvierte Forbrig in seinem Debütjahr in der Oberliga Nord 21 Ligaspiele und der VfB belegte am Rundenende den 10. Rang.
In das abschließende Jahr der alten erstklassigen Oberliga Nord, 1962/63, ging der VfB Oldenburg mit den Neuzugängen Arthur Dobat, Heinrich Erkens und Siegfried Presche. Obwohl sich die Neuzugänge in der Stammformation an der Seite von Forbrig, Mrosla und Rylewicz behaupten konnten, belegte das Team von Trainer Koch lediglich den 12. Rang und hatte damit keine Chance für die neue Fußball-Bundesliga zur Saison 1963/64 nominiert zu werden. Das letzte Spiel in der Erstklassigkeit im Norden verloren Forbrig und Kollegen am 22. April 1963 mit 0:2 gegen Eintracht Braunschweig. Es ging jetzt in der zweitklassigen Regionalliga Nord weiter.
Da gehörte der VfB zwar mit 38:30 Zählern den Teams mit einem positiven Punktekonto an, aber gegen die Konkurrenz des FC St. Pauli, Hannover 96, Arminia Hannover, Altona 93 und Holstein Kiel konnte sich die Mannschaft um Forbrig, Dobat und Mrosla nicht behaupten. Der VfB belegte den 7. Rang. Der Weggang von Burghard Rylewicz in die Bundesliga zu Borussia Dortmund wog beachtlich, die soliden Neuzugänge Wilfried Braun, Walter Michael (beide Bremer SV) und Siegfried Marek (SV Schlebusch) konnten den Qualitätszuwachs zum Weg zu einem Spitzenteam nicht erbringen. Das vermochten auch nicht die 24 Rundentore von Dobat und die durchwegs konstante Leistung von Forbrig in 29 Ligaeinsätzen auf der Stopperposition. Forbrig nahm zur Saison 1964/65 das Angebot vom Tabellendritten, Arminia Hannover, an und wechselte in die Landeshauptstadt von Niedersachsen.

### Arminia Hannover, 1964 bis 1970
Bei den Arminen fand eine Wachablösung statt: Der junge Trainer Horst Witzler ersetzte Fritz Schollmeyer und die überragende Spielerpersönlichkeit Lothar Ulsaß hatte dem Werben des Bundesligisten Eintracht Braunschweig nachgegeben. Nicht nur die 30 Tore aus der zurückliegenden Runde von Ulsaß waren deshalb zu ersetzen, auch seine spielerische Klasse und Führungsqualitäten. Neben Forbrig setzten die „Blauen“ auch noch auf den 96er Günter Weis, Marian Foitzik und das Talent aus den eigenen Reihen, Jürgen Gruppe. Zusammen mit Torhüter Werner Lyzio, Uwe Witt, Gerhard Elfert und Helmut Kafka waren die Mannen um den neuen Abwehrchef Forbrig zwar immer noch ein besseres Regionalligateam, aber an der Spitze zog Holstein Kiel einsam seine Kreise. Es ging um die Vizemeisterschaft; dieses Rennen entschied aber St. Pauli vor Altona 93 und Arminia für sich. Forbrig belegte mit seinem neuen Team den 4. Rang und er hatte dabei 31 Ligaspiele bestritten. Sein vormaliger Verein, VfB Oldenburg, rangierte mit 27:37 Punkten auf dem 13. Rang.
In seinem dritten Arminen-Jahr, 1966/67, gelang unter Trainer Hans Hipp der Gewinn der Nordmeisterschaft. Mit Göttingen 05 und Holstein Kiel hatte das Team um Mittelläufer Forbrig dabei in erster Linie den Kampf um den Einzug in die Bundesligaaufstiegsrunde ausgetragen. Gemeinsam mit dem neuen Torhüter Helmut Fischer (Bremerhaven 93), den Stammverteidigern Werner Kitzelmann und Heinz Stauvermann und den Mittelfeldakteuren Meinhardt Messner, Günter Blume, Jürgen Gruppe und Heinz-Dieter Hansing bildete Forbrig dabei die zuverlässige Abwehr, welche in 32 Ligaspielen lediglich 28 Gegentreffer zuließ. In die Bundesligaaufstiegsrunde starteten Forbrig und Kollegen am 20. Mai 1967 vor 35.000 Zuschauern gegen den Favoriten Hertha BSC mit einem 1:1. Gegen den späteren Aufsteiger Borussia Neunkirchen folgte im ersten Auswärtsspiel eine 1:2-Niederlage. Mit einem 0:4 gegen Schwarz-Weiß Essen endete am 26. Juni 1967 die Aufstiegsrunde auf dem 3. Rang. Forbrig hatte sieben Spiele bestritten.
Als Titelverteidiger startete Arminia Hannover 1967/68 mit einer eklatanten Auswärtsschwäche in die Hinrunde. Von acht Spielen auf Gegners Platz verloren Forbrig und seine Mannschaftskameraden sechs Spiele und konnten sich nur durch 13 Heimpunkte im Tabellenmittelfeld halten. Mit einer guten Rückrunde gelang doch noch die Titelverteidigung; punktgleich mit jeweils 44:20 Punkten führten die Arminen und Göttingen 05 die Tabelle an, mit dem besseren Torverhältnis von 64:25 gegenüber 66:36 reichte es zur Titelverteidigung. In der Aufstiegsrunde reichte es aber lediglich am letzten Spieltag, den 23. Juni, zu einem doppelten Punktegewinn, und das gegen den Aufsteiger Kickers Offenbach mit 3:2. Mit 4:12 Punkten belegte der Nordmeister den fünften und letzten Rang in der Gruppe 1. Forbrig hatte an der Seite von Mitspielern wie Winfried Mittrowski, Hans-Peter Lamparth, Hendrikus van Meteeren und Edgar Puchmüller sieben Aufstiegsspiele absolviert.
Der bei Arminia zur Institution gewordene Forbrig spielte noch zwei Jahre für die „Blauen“ und verabschiedete sich nach der Saison 1969/70 mit 32 Jahren aus dem Vertragsspielerfußball. Sein letztes Regionalligaspiel für die Arminia absolvierte er am 21. Mai 1970 bei einem 1:0-Heimerfolg gegen Barmbek-Uhlenhorst.